# The Glutton's Nightmare
The Glutton's Nightmare è un cortometraggio muto del 1901 diretto da Percy Stow qui al suo esordio come regista cinematografico.

## Trama
Un ghiottone ha un incubo dove vede una torta di gatti e cani in salsiccia.

## Produzione
Il film fu prodotto dalla Hepworth.

## Distribuzione
Distribuito dalla Hepworth, il film - un cortometraggio della lunghezza di 45,7 metri - uscì nelle sale cinematografiche britanniche nel novembre 1901.
Si pensa che sia andato distrutto nel 1924 insieme a gran parte degli altri film della Hepworth. Il produttore, in gravissime difficoltà finanziarie, pensò in questo modo di poter almeno recuperare l'argento dal nitrato delle pellicole.